# Hilda Taba
Hilda Taba (Kooraste, Estonia, 7 de diciembre de 1902 – San Francisco, California, 6 de julio de 1967) fue una filósofa⁣⁣⁣⁣ e investigadora del diseño curricular educativo estoniana.

## Educación
Se graduó en la Universidad de Tartu en Estonia en 1926.
Obtuvo el grado de maestría en la universidad Bryn Mawr cerca de Filadelfia, Pensilvania, con una beca de la Fundación Rockefeller.
Recibió el doctorado en Educación de la Universidad Columbia en Nueva York en 1932. Fue alumna de John Dewey y su principal asesor de tesis fue William H. Kilpatrick. Su tesis se tituló Dinámica de la Educación: Una Metodología del Pensamiento de Educación Progresista; esta proponía la enseñanza de principios democráticos.
Regresó a Estonia donde concursó por un puesto en la Universidad de Tartu pero no fue seleccionada, por ser mujer.

## Investigadora
De regreso a Estados Unidos, fue directora de currículo en la Escuela Dalton en Nueva York de 1933 a 1935.
Colaboró con Ralph Tyler en el Estudio de Ocho Años. Llegó a convertirse en Directora del Laboratorio de Currículo hasta 1945.
Propuso y dirigió el Proyecto de Educación Intergrupal de 1945 a 1947 y el Centro de Educación Intergrupal en la Universidad de Chicago de 1948 a 1951 que proponían estrategias para la integración de estudiantes de diferentes grupos sociales y étnicos.
En 1951 se trasladó a California como Coordinadora de Currículo de Ciencias Sociales del condado de Contra Costa en el noreste de la bahía de San Francisco y como profesora de la Universidad Estatal de San Francisco.
Murió en 1967.

## Publicaciones
- 1962 - Desarrollo Curricular: Teoría y Práctica.